# ريمون هوانغ
ريمون هوانغ هو ممثل هونغ كونغي، ولد في 25 أغسطس 1975 في المملكة المتحدة.

## وصلات خارجية
- ريمون هوانغ على موقع IMDb (الإنجليزية)
- ريمون هوانغ على موقع أول موفي (الإنجليزية)
- ريمون هوانغ على موقع قاعدة بيانات الفيلم (الإنجليزية)
- ريمون هوانغ على موقع كينوبويسك (الروسية)